# Saint-Bernard (Alto Rin)
Saint-Bernard es una localidad y comuna francesa, situada en el departamento de Alto Rin, en la región de Alsacia. 

## Demografía
| 293 | 295 | 319 | 361 | 382 | 472 |
| Para los censos de 1962 a 1999 la población legal corresponde a la población sin duplicidades (Fuente: INSEE [Consultar]) |     |     |     |     |     |